# シャキーブ・アルスラーン
シャキーブ・アルスラーン（Shakīb Arslān、1869年 - 1946年）は、レバノン出身の知識人。思想家・政治家・詩人・ジャーナリスト・歴史家でオスマン主義者、後にアラブ民族主義者。17歳の時に詩集を出版して以降、優れたアラビア語の詩や散文を発表し続け、20冊の著書と2000以上の論考を執筆し「雄弁の貴公子」として名高い。弟に政治家アーディル・アルスラーンがいる。

## 生涯

### オスマン主義者として
1869年、レバノンに生まれる。生家アルスラーン家はジャンフラット家と並ぶレバノンのドゥールズ派の二大名望家で、その構成員はアミールと呼ばれる。16歳の折にムハンマド・アブドゥフの指導を受け、カイロやイスタンブールに修学の旅を行い、個別の民族の自主を旨とする民族主義ではなく、多民族国家オスマン帝国を護持・擁護することこそ西洋に対抗し分割を免れる道であるとするオスマン主義の考えを深めた。
1912年4月、オスマン主義の考えを実行に移すため伊土戦争に参加してエンヴェル・パシャと知り合い友誼を深め、第一次世界大戦においてはドゥルーズ派の若者120人からなる義勇兵を率いてシナイ半島で戦った。1914年にはオスマン帝国議会に議席を得ている。
大戦においてオスマン帝国の敗退が決定的となると、彼は家族を残してスイス、ついでドイツに亡命し、同じく亡命していたエンヴェルら統一進歩党のメンバーにも手を差し伸べている。未だシャキーブはオスマン帝国再興の望みを捨てておらず、ケマル・パシャ率いるアンカラの大国民議会にも反対し、ソ連からの援助を引き出すことを模索するなどしていた。
しかし次第にオスマン帝国再興の望みは失われ、シリアのアラブ王国もフランスの介入によって崩壊。戦後、エンヴェルが主導したイスラーム革命団体連合にも名を連ねているが、この試みはすぐに失敗に終わった。この頃から事実上エンヴェルと袂を分かち、オスマン主義からアラブ民族主義に転向していったと思われる。

### アラブ民族主義者として
1921年、彼はイスラーム改革思想家であったラシード・リダーの支持を得て国際連盟のシリア・パレスチナ会議の事務総長に任命される。1924年にはトルコのメルスィンで6年ぶりに家族と再会した。
1930年から38年までの8年間、彼はフランス語誌『アラブ民族（La Nation Arabe）』を発行し、また北アフリカをはじめとするアラブ世界の民族運動の支援にも関わった。さらに、サウジアラビアのイブン・サウード 、イエメン王国のイマーム・ヤフヤー、イラク王国のファイサル1世らと親交を結んで助言を行った。この過程で自身はスンナ派に改宗し、またマッカのフサインとはオスマン主義の理想に反するアラブ反乱を主導したことから生涯絶交したままであった。
1946年死去。

## 主張
彼はオスマン帝国が完全に解体される最後の時までオスマン帝国の存続を第一に考えており、アラブ反乱にも批判的だった。オスマン帝国解体後はアラブ民族主義に基き、アラブ世界の連帯と反植民地主義を説いた。

## 著作
『なぜムスリムは後進的となり、他の諸民族は進歩したのか』
彼の代表作。イスラーム文明の凋落の原因を論じ、復興の方法について提示した。
『アラブ民族』
スイス亡命時代、ジュネーヴで発行されたフランス語誌。
他にラシード・リダーの伝記やイスラム・スペインの歴史なども著している。